# Bộ Đẩu (斗)
Bộ Đẩu, bộ thứ 68 có nghĩa là "cái đấu" là 1 trong 34 bộ có 4 nét trong số 214 bộ thủ Khang Hy.
Trong Từ điển Khang Hy có 32 chữ (trong số hơn 40.000) được tìm thấy chứa bộ này.

## Tự hình Bộ Đẩu (斗)

Giáp cốt văn
Đại triện
Tiểu triện

## Chữ thuộc Bộ Đẩu (斗)
| Số nét bổ sung | Chữ                      |
| -------------- | ------------------------ |
| 0              | 斗/đẩu/                  |
| 3              | 斘/thăng/                |
| 6              | 料/liêu/ 斚/giả/ 斛/hộc/ |
| 7              | 斜/gia/                  |
| 8              | 斝/giả/                  |
| 9              | 斞 斟                    |
| 10             | 斠 斡                    |
| 12             | 斢                       |
| 13             | 斣                       |